# Lucien Blyau
Lucien Blyau, né le 16 août 1925 à Everbeek et mort le 16 août 2016 à Gand, était un ancien coureur cycliste de nationalité belge. De par son âge, Blyau avait encore vu de ses propres yeux courir de nombreux champions d'avant-guerre dans les années 1930 et il était un fin connaisseur des palmarès. À partir de 1975 et jusqu'à la saison 2015 incluse, Blyau suivait sur place les courses à étapes européennes, dans lesquelles il a vu passer et ravitaillé des générations entières de coureurs professionnels. Dans le milieu des coureurs cyclistes professionnels et des organisateurs de courses, il était connu comme supporter-suiveur exceptionnel surnommé Cola-man ou encore l'ami des coureurs. À l'instar de par exemple l'allemand Didi Senft, Blyau - plus discret - a rejoint le cercle restreint de personnages hors norme qui font ou qui ont fait l'histoire de l'entourage du Tour de France.

## Enfance et années de guerre[2]
Lucien Blyau était l'aîné d'une fratrie de quatre enfants dans une famille paysanne de Brakel (Flandre-Orientale, Belgique). Passionné dès son plus jeune âge par le sport cycliste, il collectionnait photos et coupures de presse des as de la petite reine. Son père, qui ne voyait pas d'un bon œil cette passion, anéantit un jour cette collection. Sur ce, son fils Lucien lui rétorqua qu'il avait peut-être brûlé ses papiers, mais que cela ne faisait rien puisqu'il avait de toute façon tout en tête.
Engagé volontaire dans la brigade Piron durant la deuxième guerre mondiale pour refouler l'occupant nazi, Lucien Blyau a au sein du deuxième corps d'armée britannique et sous les ordres du général Montgomery notamment participé à la libération des Pays-Bas, ainsi qu'à la bataille des Ardennes.
Dans un incident avec du phospore durant la guerre, il s'était gravement brûlé mains et pieds. Ceci n'empêcha pas Lucien Blyau d'entamer après la fin de la seconde guerre mondiale une carrière cycliste.

## Une carrière cycliste éphémère d'après-guerre
À partir de 1949, il a couru pour l'équipe Van Hauwaert-Dubonnet, renommée Van Hauwaert-Englebert l'année suivante,. Une rotule cassée,, résultant d'une chute et inopérable à l'époque, mit un terme à sa carrière cycliste et à son rêve de courir lui-même le Tour de France. Un projet de contrat prêt à signer pour passer professionnel chez Peugeot existait au moment de la chute,.

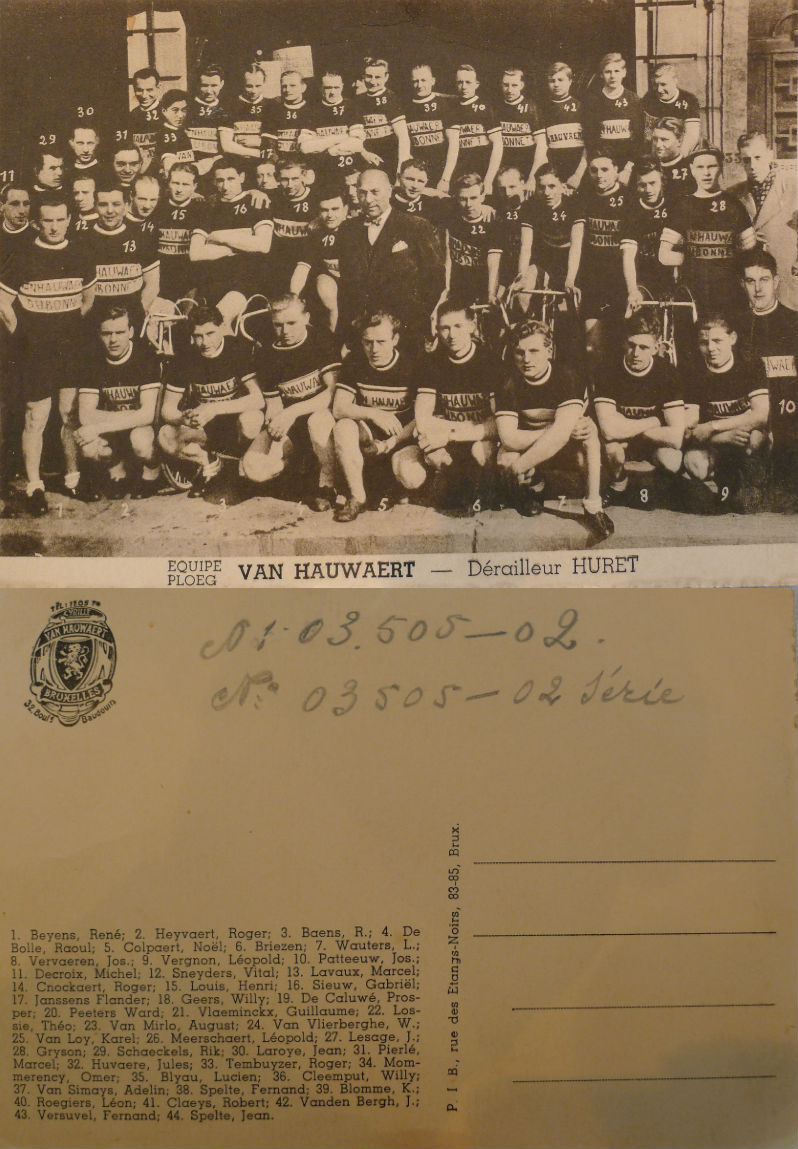
L'équipe cycliste belge Van Hauwaert-Dubonnet (1949)

Sa vie professionnelle se déroula entre les activités de l'entreprise agricole familiale et le travail dans une usine de Volkswagen. Dans les années 1960, il fut de manière temporaire touché d'une mystérieuse paralysie des membres inférieurs, qu'il parvint finalement à surmonter avec une volonté et un courage inébranlables. Marié, Lucien Blyau eût trois filles. Chez l'une d'entre elles, il avait même suscité une vocation pour la participation à des courses cyclistes.

## Retraité, Lucien Blyau devient le super-fan suiveur du cyclisme professionnel mondial
À partir de son départ à la retraite, Lucien Blyau profita de sa liberté pour poursuivre sur place comme supporter les courses cyclistes professionnelles, avec comme prédilection les grandes courses à étapes (Tour de France, Tour d'Espagne, Critérium du Dauphiné Libéré, Tour de Suisse et Paris-Nice), mais également le Tour des Flandres et la « Classique des feuilles mortes » Paris-Tours Dans un véhicule qu'il avait lui-même réaménagé en mobilhome, il allait suivre au fil des années d'innombrables courses. Il est à relever que Lucien Blyau se déplaçait sans l'aide d'un système de navigation GPS, en ne faisant que consulter tout au plus les cartes pour naviguer à travers l'Europe.
Lucien Blyau avait l'habitude de présenter un drapeau de sa fabrique sur fond des couleurs de la Belgique avec le slogan en forme de jeu de mots "Crie! Qui? Le lion!" en hommage indirect aux exploits cyclistes de son compatriote Claude Criquielion. Le fait qu'il présentait encore ce drapeau bien après la fin de la carrière professionnelle active de Criquielion (1979-91) avait même retenu l'attention de Robert Chapatte, qui s'étonnait de voir encore un supporter de cet ancien coureur sur le bord des routes.

### Porteur d'eau et bon samaritain[10]du cyclisme mondial

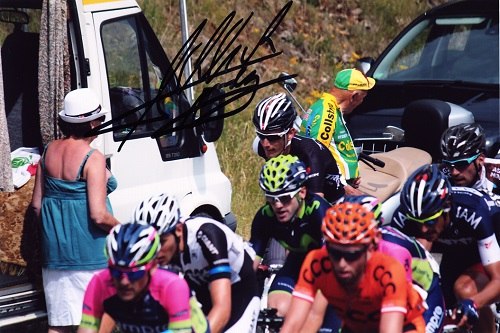
Andy Schleck vient de se ravitailler auprès de Lucien Blyau dans le Col des Rangiers (Jura) sur la 6e étape Büren a.A. - Délemont du Tour de Suisse 2014. La photo, qui avait été offerte à Lucien Blyau, porte l'autographe dudit coureur.

Avec sa compagne Marie-Thérèse Rousseau, il avait pris l'habitude de se poster à proximité du sommet de l'avant-dernière difficulté (côte ou col) d'une étape ou d'un parcours. Sa présence en fin de course était devenu une vue familière des coureurs, qui savaient que l'arrivée était à présent proche. À ses propres frais et comme lui-même disait "pour son plus grand plaisir", il était connu pour distribuer, en tant que point de ravitaillement inofficiel accepté par les coureurs qui le connaissaient et avaient pris au fil des années pleinement confiance en lui, de petites canettes de boisson gazeuse caféinée ou d'autres boissons. Ceci lui avait valu le surnom de Cola-man dans le peleton. Reconnaissable de loin à son maillot et à la casquette de l'ancienne équipe Collstrop, il est arrivé à Lucien Blyau de distribuer sur une étape de la Vuelta jusqu'à 60 boissons, aux coureurs qui avaient éventuellement manqué leur ravitaillement officiel.

### Quatre décennies en tant que suiveur inofficiel sur les courses
Après 40 années accumulées depuis 1975 comme suiveur inofficiel, Lucien Blyau avait acquis une notoriété certaine dans le monde cycliste. Blyau comptait parmi ses amis les plus grands champions, tels qu'entre autres Fabian Cancellara, Robbie McEwen, Cadel Evans,, Greg Van Avermaet et Michael Matthews. L'absence pour raison de santé de Lucien Blyau sur les routes de l'édition 2016 du Tour de France n'était pas passée inaperçue et avait fait l'objet de multiples reportages et hommages dans la presse écrite et audio-visuelle,,,. L'organisation du Tour de France lui avait fait parvenir dans sa dernière année de vie, en signe de reconnaissance, un badge distinctif l'assimilant aux suiveurs officiels de la compétition. L'autorisation de se stationner parmi les véhicules officiels s'il le souhaitait lui était déjà acquise avant.

## Disparition
Face à une maladie incurable qui s'était déclarée en début d'année, Lucien Blyau s'est éteint le 16 août 2016 à Gand - date de son 91e anniversaire -, à peine quelques jours après les sacres respectifs aux Jeux olympiques de Rio de ses amis Fabian Cancellara (contre-la-montre individuel) et Greg Van Avermaet (course en ligne) qu'il a encore suivi à la télévision. Le décès du doyen d'âge des supporters suiveurs des épreuves cyclistes professionnelles a été largement relayé par la presse cycliste mondiale,,,,.